# Sen Surintra
Re Sen Surintra, o Sen Surintra Lue Sai, detto anche Sumankhala Ayako Phothisat, il cui nome regale fu Samdach Brhat-Anya Chao Sumangala Ayaka Budhisana Raja Sri Sadhana Kanayudha  (Nong Khai, 1511 – Vientiane, 1582), è stato il ventesimo sovrano del Regno di Lan Xang, la cui capitale era Vientiane, nell'odierno Laos centrale..
Fu proclamato re la prima volta nel 1572; nel 1575 l'Impero di Taungù sottomise Lan Xang e Sen Surintra fu catturato e deportato nella capitale birmana Pegu. Divenne re la seconda nel 1575 come vassallo di Pegu, al ritorno dall'esilio a cui era stato costretto dagli invasori.
Le cronache che lo menzionano  provengono dagli antichi annali di Lan Xang, di Lanna, di Ayutthaya e di Birmania, che differiscono tra loro. Gli annali di Lan Xang furono tradotti in altre lingue ed interpretati in diversi modi, dando luogo a controversie sull'attendibilità dei riferimenti storici. La principale tra le critiche che determinarono il cambiamento del testo originale, fu dettata dalla convinzione che molti degli avvenimenti storici fossero stati omessi o distorti nell'edizione originale a maggior gloria del regno. Gli avvenimenti e le date relative alla sua vita non sono quindi pienamente attendibili.

## Biografia
Nacque nel 1511 a Nong Khai, in prossimità di Vientiane, ed il padre era un comune cittadino di nome Chan. Fu inviato a studiare nell'allora capitale Mueang Sua, l'odierna Luang Prabang, dove fu preso sotto la protezione dell'alto prelato Sichantho, che era il maestro spirituale di re Phothisarat. Crebbe nella capitale e divenne un importante mandarino del regno. Grazie alla sua intelligenza e lungimiranza scalò i gradini della gerarchia del paese. Il re lo nominò principe e gli assegnò l'importante governatorato di Pak Huay Luang, nell'odierna provincia di Nong Khai.
Si distinse come grande stratega militare durante il regno di Setthathirat, il figlio e successore di Phothisarat. Il nuovo sovrano era diventato uno dei più grandi re di Lan Xang per aver respinto due invasioni guidate dal re Bayinnaung, un grande  condottiero definito da alcuni storici il Napoleone della Birmania.. Fu al fianco di Setthathirat in tutte le battaglie contro i birmani e si rese utile anche nella ricostruzione della capitale, che era diventata Vientiane, devastata dalle invasioni delle truppe di Pegu. La battaglia di Chiang Saen del 1555 fu vinta grazie al suo contributo, che gli valse il titolo di phragna Sen Surintra Lue Sai. Diede in moglie a Setthathirat una propria figlia, che partorì nel 1571 l'unico erede del sovrano.

### Primo regno (1572-1575)
Setthathirat morì nello stesso anno della nascita del figlio e si scatenò una disputa per la successione. Parte dell'aristocrazia e tutto il clero proclamarono re il bambino con il nome regale No Keo Kuman, ma il nonno Sen Surintra Lue Sai reclamò i suoi diritti al trono per i meriti accumulati durante i suoi anni di consigliere del re.
L'ostinazione dei nobili nel difendere il trono di No Keo portò ad una guerra civile. Le truppe di Sen Surintra Lue Sai ebbero ragione di quelle dell'altro importante generale Phragna Chanta Siharad e, dopo essere stato per un anno reggente del nipote, il nonno si prese il trono nel 1572 con il nome regale Sen Surintra. Fu chiamato dai sudditi anche Pu Lan (in lingua lao pu significa nonno e lan nipote) per il legame di parentela con No Keo.

### Nuova invasione birmana e deportazione
I birmani si erano notevolmente espansi creando l'Impero Taungù, avevano stabilizzato il dominio su maggior parte del sudest asiatico e nel 1575 sferrarono un nuovo attacco a Lan Xang. Approfittarono della crisi del regno lao, dove il popolo era insoddisfatto di avere un re usurpatore che non aveva sangue reale. Molti sudditi avevano abbandonato la capitale e si erano trasferiti nel sud del paese. Gli sforzi del sovrano di resistere all'assedio non trovarono riscontro tra le truppe, anch'esse scoraggiate dal fatto di combattere per un usurpatore. Gli invasori espugnarono Vientiane con facilità e Bayinnaung ordinò la deportazione di No Keo Kuman e Sen Surintra a Pegu, capitale birmana. Assieme ai due sovrani fu deportata anche buona parte della popolazione.
Per la quarta volta nella sua storia il Regno di Lan Xang era stato occupato. Le precedenti invasioni, quella vietnamita del 1478 e quelle birmane del 1564 e del 1570, erano state respinte dopo che la capitale era rimasta in mano al nemico per un periodo molto breve, ma il dominio dei birmani sarebbe questa volta durato per 25 anni. Venne proclamato sovrano il principe Asen, un fratello di Setthathirat che era stato rapito nell'invasione del 1564 e tenuto a Pegu per 11 anni. Salì al trono con il nome regale Voravongse.

### Secondo regno (1580-1582) e successione
Nel 1579 Voravongse morì dopo essere stato cacciato da una rivolta organizzata nel sud del paese e nel 1580 i birmani posero nuovamente sul trono il vecchio Sen Surintra, reduce da 5 anni di deportazione. Il sovrano regnò come vassallo dei birmani e morì nel 1582 all'età di 71 anni. Nel 1581 era morto Bayinnaung, un evento che negli anni successivi avrebbe portato alla disgregazione del vasto impero che aveva creato. A Vientiane i birmani proclamarono re Nakhon Noi, il figlio di Sen Surintra, che fu detronizzato dopo pochi mesi in seguito ad una rivolta dei cortigiani e deportato a Pegu.
Senza nessuno a cui affidare il trono, iniziò un periodo di confusione nel paese. Il vuoto di potere fu accentuato dalla debolezza della corte di Pegu, che alle prese con le ribellioni interne e quelle dei regni tai non fu più in grado di esercitare la sua influenza su Vientiane. Le varie fazioni dell'aristocrazia ed i governatori delle province ebbero piena autonomia ma non si ribellarono al potere birmano, non riuscendo ad accordarsi sulla scelta di un sovrano per circa 8 anni.
La situazione si sbloccò nel 1590, quando una delegazione di aristocratici di Lan Xang giunse in Birmania per chiedere la liberazione e l'intronizzazione di No Keo Kuman, da 15 anni tenuto ostaggio a Pegu. Nanda Bayin, figlio e successore di Bayinnaung, approvò quanto richiesto e rimandò No Keo a Vientiane, dove poté finalmente farsi incoronare re come vassallo dei birmani nel 1591. Il suo ritorno fu accolto con gioia dal popolo che giurò fedeltà al sovrano, al contrario di quanto aveva fatto con i suoi predecessori, e l'armonia tornò nel paese.

## Genealogia
Sen Surintra ebbe almeno tre figli ed una figlia:
1. Il principe primogenito, che gli succedette sul trono di Lan Xang con il nome regale Nakhon Noi
2. Principe Ong Lo, che sarebbe diventato re di Lan Xang nel 1623 con il nome regale Phothisarat II
3. Principe Mom Keo, che sarebbe diventato re di Lan Xang nel 1627 con il nome regale Mom Keo Secondo altre fonti Mom Keo fu il figlio di re Voravongse II[7]

1. La principessa che fu data in sposa a re Setthathirat, madre del predecessore di Sen Surintra, il re No Keo Kuman